# Jean-Philippe Boulch
Jean-Philippe Boulch, né le 28 mai 1991, est un archer français.
Il est médaillé de bronze par équipes en arc à poulies avec Sébastien Peineau et Fabien Delobelle aux Championnats du monde en salle 2016. Il obtient aussi le bronze aux Championnats d'Europe 2016 avec Dominique Genet et Sébastien Peineau.
Aux Championnats d'Europe de tir à l'arc en salle 2019 à Samsun, il remporte la médaille d'or en arc à poulies par équipe avec Pierre-Julien Deloche et Adrien Gontier.
Il remporte la médaille d'argent en arc à poulies individuel aux Championnats d'Europe de tir à l'arc en salle 2022 à Laško.